# Theater Helsingør

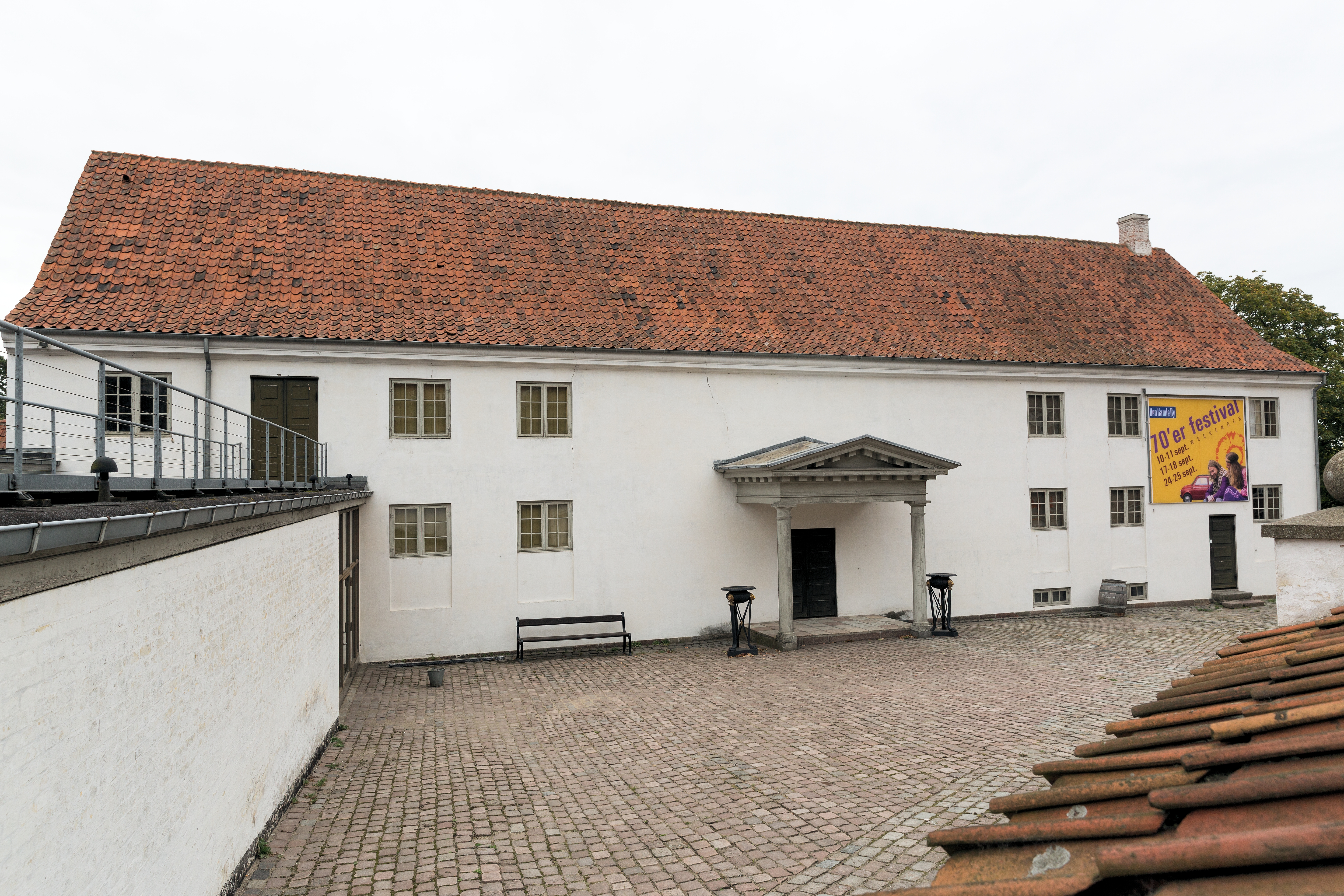
Theater Helsingør

Das Theater Helsingør ist ein noch heute bespieltes historisches Theater im Freiluftmuseum Den Gamle By der dänischen Stadt Aarhus.

## Geschichte
Das heutige Theatergebäude ist nur innen in seiner ursprünglichen Form erhalten. Das 1817 erbaute Haus stand zunächst an der Ecke Bjergegade und Groskenstræde in Helsingør.
Erbaut und betrieben wurde das Theater Helsingør von den örtlichen Theater-Unternehmern, die sich aus wohlhabenden Bürgern rekrutierten. Die Bürger zeichneten Aktien und übernahmen damit die Verantwortung für ihr Theater, das Platz für 220 Zuschauer bietet. Es gibt hier keine Königsloge, weil es von Anfang an als bürgerliches Theater konzipiert worden war.
Das Theater Helsingør brachte zu Beginn seiner Geschichte oft didaktische und pädagogische Stücke. Die Bürger spielten teils selbst, aber auch professionelle Ensemble gastierten hier. Das Theater fungierte auch als Veranstaltungssaal der Stadt. Dafür entfernte man die Bankreihen, hob den Zuschauerraum an und deckte den Orchestergraben zu, damit eine große Tanzfläche geschaffen werden konnte. Von 1903 bis zur letzten Saison 1957 beherbergte das Theater auch das städtische Kino Kosmorama.
Nach und nach erwies sich das Theater für Szenische und Kinoaufführungen als veraltet und es wurde beschlossen, das Gebäude abzureißen, um Platz für ein modernes Kino zu schaffen. Der Innenraum wurde daher in ein Gebäude in der Altstadt übertragen, in dem es seit 1961 untergebracht ist. Inzwischen dient das Gebäude sowohl Theaterzwecken, es finden aber auch Tagungen statt. Außerdem ist es auch Spielstätte der Aarhus Sommeropera.